# Comuna Jemciujîna, Nîjnohirskîi
Jemciujîna (în ucraineană Жемчужина) este o comună în raionul Nîjnohirskîi, Republica Autonomă Crimeea, Ucraina, formată din satele Jemciujîna (reședința), Pinî și Prîricine.

## Demografie
Componența lingvistică a comunei Jemciujîna
     Rusă (77,49%)
     Tătară crimeeană (11,84%)
     Ucraineană (10,24%)
     Alte limbi (0,22%)
Conform recensământului din 2001, majoritatea populației comunei Jemciujîna era vorbitoare de rusă (77,49%), existând în minoritate și vorbitori de tătară crimeeană (11,84%) și ucraineană (10,24%).